# Nagrada Hugo
Nagrada Hugo (eng. Hugo Award ili Science Fiction Achievement Award) je nagrada koju od 1953. dodjeljuju članovi Worldcona za djela spekulativne fikcije (znanstvene fantastike ili fantastike).

## Kategorije u kojima se dodjeljuju nagrade
Do 1960. kategorije su se često mijenjale. Danas se dodjeljuje u sljedećim kategorijama:
- roman (više od 40.000 riječi) — Hugo Award for Best Novel
- novela (između 17.500 i 40.000 riječi) — Hugo Award for Best Novella
- priča (između 7.500 i 17.500 riječi) — Hugo Award for Best Novelette
- kratka priča — Hugo Award for Best Short Story

- najbolji dramski uradak — Hugo Award for Best Dramatic Presentation (dodijeljen od 1960. do 2002.)
  - najbolji dramski uradak (duga forma) — Hugo Award for Best Dramatic Presentation, Long Form (dodjeljuje se od 2003.)
  - najbolji dramski uradak (kratka forma) — Hugo Award for Best Dramatic Presentation, Short Form (dodjeljuje se od 2003.)
- najbolji klasični roman - Hugo Award for Best Non-Fiction Book (do 1998.)
  - najbolji roman vezan uz ZF - Hugo Award for Best Related Book (od 1999.)
- najbolji fanzin — Hugo Award for Best Fanzine
- najbolji fanovski umjetnik — Hugo Award for Best Fan Artist
- najbolji fanovski pisac — Hugo Award for Best Fan Writer
- najbolji poluprofesionalni fanzin - Hugo Award for Best Semiprozine
- najbolji profesionalni umjetnik — Hugo Award for Best Professional Artist
- najbolji profesionalni urednik — Hugo Award for Best Professional Editor (od 1973. do 2006.)
  - najbolji urednik za dužu formu — Hugo Award for Best Editor Long Form (od 2007.)
  - najbolji urednik za kratku formu — Hugo Award for Best Editor Short Form (od 2007.)
- najbolji profesionalni magazin — Hugo Award for Best Professional Magazine (od 1960. do 1972.)
- najbolje umjetničko djelo - Hugo Award for Best Original Artwork (od 1992. do 1996.)
- najbolja strip priča - Hugo Award for Best Graphic Story (od 2009.)[1]

## Dosadašnji dobitnici

### 1950-e
1953.
- Roman: Alfred Bester, The Demolished Man (Razoreni čovjek)

1955.
- Roman: Mark Clifton i Frank Riley, They’d Rather Be Right
- Priča: Walter M. Miller, Jr., The Darfsteller
- Kratka priča: Eric Frank Russell, Allamagoosa (Stavka V-1098)

1956.
- Roman: Robert A. Heinlein, Double Star
- Priča: Murray Leinster, Exploration Team (Istraživački tim)
- Kratka priča: Arthur C. Clarke, The Star (Zvijezda)

1958.
- Roman: Fritz Leiber, The Big Time
- Kratka priča: Avram Davidson, Or All the Seas With Oysters (Kad bi sve oštige u moru)

1959.
- Roman: James Blish, A Case of Conscience
- Priča: Clifford D. Simak, The Big Front Yard (Veliko prednje dvorište)
- Kratka priča: Robert Bloch, That Hell-Bound Train

### 1960-e
1960.
- Roman: Robert A. Heinlein, Zvjezdani jurišnici
- Kratka priča: Daniel Keyes, Flowers for Algernon (Cvijeće za Algernona)

1961.
- Roman: Walter M. Miller, A Canticle for Leibowitz (Kantikulum za Leibowitza)

1962.
- Roman: Robert A. Heinlein, Stranger in a Strange Land (Stranac u stranoj zemlji)

1963.
- Roman: Philip K. Dick, The Man in the High Castle (Čovjek u visokom dvorcu)

1964.
- Roman: Clifford D. Simak, Way Station

1965.
- Roman: Fritz Leiber, The Wanderer
- Kratka priča: Gordon R. Dickson, Soldier, Ask Not (Vojniče, ne pitaj)

1966.
- Roman: neriješeno:
  - Roger Zelazny, … And Call Me Conrad (Zovite me Conrad)
  - Frank Herbert, Dina

1967.
- Roman: Robert A. Heinlein, The Moon Is a Harsh Mistress (Luna je okrutna ljubavnica)
- Priča:  Jack Vance, The Last Castle
- Kratka priča: Larry Niven, Neutron Star (Neutronska zvijezda)

1968.
- Roman: Roger Zelazny, Lord of Light (Gospodar svjetlosti)
- Novela:  neriješeno:
  - Philip José Farmer, Riders of the Purple Wage (Purpurni jahači)
  - Anne McCaffrey, Weyr Search
- Priča: Fritz Leiber, Gonna Roll Them Bones
- Kratka priča: Harlan Ellison, I Have No Mouth, and I Must Scream (AM)

1969.
- Roman: John Brunner, Stand on Zanzibar
- Novela: Robert Silverberg, Nightwings
- Priča: Poul Anderson, The Sharing of Flesh
- Kratka priča: Harlan Ellison, The Beast That Shouted Love at the Heart of the World (Zvijer koja je dozivala ljubav u srcu svijeta)

### 1970-e
1970.
- Roman: Ursula K. Le Guin, The Left Hand of Darkness (Lijeva ruka tame)
- Novela: Fritz Leiber, Ship of Shadows
- Kratka priča: Samuel R. Delany, Time Considered as a Helix of Semi-Precious Stones (Vrijeme je spirala poludragog kamenja)

1971.
- Roman: Larry Niven, Ringworld
- Novela: Fritz Leiber, Ill Met in Lankhmar
- Kratka priča: Theodore Sturgeon, Slow Sculpture (Dugotrajno vajanje)

1972.
- Roman: Philip José Farmer, To Your Scattered Bodies Go
- Novela: Poul Anderson, The Queen of Air and Darkness
- Kratka priča: Larry Niven, Inconstant Moon

1973.
- Roman: Isaac Asimov, The Gods Themselves
- Novela: Ursula K. Le Guin, The Word for World Is Forest (Svijet se kaže šuma)
- Priča: Poul Anderson,  Goat Song
- Kratka priča:  neriješeno:
  - Frederik Pohl i C. M. Kornbluth, The Meeting
  - R. A Lafferty, Eurema’s Dam

1974.
- Roman: Arthur C. Clarke, Rendezvous with Rama (Sastanak s Ramom)
- Novela: James Tiptree, Jr., The Girl Who Was Plugged In
- Priča: Harlan Ellison, The Deathbird
- Kratka priča: Ursula K. Le Guin, The Ones Who Walk Away from Omelas (Oni što napuštaju Omelas)

1975.
- Roman: Ursula K. Le Guin, The Dispossessed
- Novela: George R. R. Martin, A Song for Lya
- Priča: Harlan Ellison, Adrift Just Off the Islets of Langerhans
- Kratka priča: Larry Niven, The Hole Man (Tragac crnih rupa)

1976.
- Roman: Joe Haldeman, The Forever War
- Novela: Roger Zelazny, Home Is the Hangman
- Priča: Larry Niven, The Borderland of Sol (Tu negdje blizu Sola)
- Kratka priča: Fritz Leiber, Catch That Zeppelin! (Zaustavite taj cepelin)

1977.
- Roman: Kate Wilhelm, Where Late the Sweet Birds Sang
- Novela:  neriješeno:
  - Spider Robinson, By Any Other Name
  - James Tiptree, Jr., Houston, Houston, Do You Read?
- Priča: Isaac Asimov, The Bicentennial Man (Dvjestogodišnjak)
- Kratka priča: Joe Haldeman, Tricentennial (Tristogodišnjica)

1978.
- Roman: Frederik Pohl, Gateway
- Novela: Spider Robinson i Jeanne Robinson, Stardance
- Priča: Joan D. Vinge, Eyes of Amber
- Kratka priča: Harlan Ellison, Jeffty Is Five (Petogodišnjak)

1979.
- Roman: Vonda McIntyre, Dreamsnake
- Novela: John Varley, The Persistence of Vision
- Priča: Poul Anderson, Hunter’s Moon
- Kratka priča: C. J. Cherryh, Cassandra

### 1980-e
1980.
- Roman: Arthur C. Clarke, The Fountains of Paradise
- Novela: Barry B. Longyear, Enemy Mine
- Priča: George R. R. Martin, Sandkings (Kraljevi pijeska)
- Kratka priča: George R. R. Martin, The Way of Cross and Dragon

1981.
- Roman: Joan D. Vinge, Snježna kraljica
- Novela: Gordon R. Dickson, Lost Dorsai
- Priča: Gordon R. Dickson, The Cloak and the Staff
- Kratka priča: Clifford D. Simak, Grotto of the Dancing Deer

1982.
- Roman: C. J. Cherryh, Downbelow Station
- Novela: Poul Anderson, The Saturn Game
- Priča: Roger Zelazny, Unicorn Variation
- Kratka priča: John Varley, The Pusher (Gurač)

1983.
- Roman: Isaac Asimov, Foundation’s Edge (Na rubu Zaklade)
- Novela: Joanna Russ, Souls
- Priča: Connie Willis, Fire Watch
- Kratka priča: Spider Robinson, Melancholy Elephants (Melankonični slonovi)

1984.
- Roman: David Brin, Startide Rising
- Novela: Timothy Zahn, Cascade Point
- Priča: Greg Bear, Blood Music
- Kratka priča: Octavia Butler, Speech Sounds

1985.
- Roman: William Gibson, Neuromancer (Neuromancer)
- Novela: John Varley, Press Enter n
- Priča: Octavia Butler, Bloodchild (Dijete krvi)
- Kratka priča: David Brin, The Crystal Spheres (Kristalne kugle)

1986.
- Roman: Orson Scott Card, Ender’s Game (Enderova igra)
- Novela: Roger Zelazny, Twenty-four Views of Mount Fuji by Hokusai
- Priča: Harlan Ellison, Paladin of the Lost Hour
- Kratka priča: Frederik Pohl, Fermi and Frost (Fermi i nuklearna zima)

1987.
- Roman: Orson Scott Card, Speaker for the Dead
- Novela: Robert Silverberg, Gilgamesh in the Outback
- Priča: Roger Zelazny, Permafrost (Vječni led)
- Kratka priča: Greg Bear, Tangents

1988.
- Roman: David Brin, The Uplift War
- Novela: Orson Scott Card, Eye for Eye
- Priča: Ursula K. Le Guin, Buffalo Gals, Won’t You Come Out Tonight
- Kratka priča: Lawrence Watt-Evans, Why I Left Harry’s All-Night Hamburgers

1989.
- Roman: C. J. Cherryh, Cyteen
- Novela: Connie Willis, The Last of the Winnebagos
- Priča: George Alec Effinger, Schrödinger’s Kitten
- Kratka priča: Mike Resnick, Kirinyaga

### 1990-e
1990.
- Roman: Dan Simmons, Hyperion (Hyperion)
- Novela: Lois McMaster Bujold, The Mountains of Mourning
- Priča: Robert Silverberg, Enter a Soldier. Later: Enter Another (Ratnik i filozof)
- Kratka priča: Suzy McKee Charnas, Boobs

1991.
- Roman: Lois McMaster Bujold, The Vor Game (Vorska igra)
- Novela: Joe Haldeman, The Hemingway Hoax
- Priča: Mike Resnick, The Manamouki
- Kratka priča: Terry Bisson, Bears Discover Fire

1992.
- Roman: Lois McMaster Bujold, Barrayar (Barrayar)
- Novela: Nancy Kress, Beggars in Spain
- Priča: Isaac Asimov, Gold
- Kratka priča: Geoffrey A. Landis, A Walk in the Sun

1993.
- Roman:  neriješeno:
  - Vernor Vinge, A Fire Upon the Deep
  - Connie Willis, Doomsday Book
- Novela: Lucius Shepard, Barnacle Bill the Spacer
- Priča: Janet Kagan, The Nutcracker Coup
- Kratka priča: Connie Willis, Even the Queen

1994.
- Roman: Kim Stanley Robinson, Green Mars (Zeleni Mars)
- Novela: Harry Turtledove, Down in the Bottomlands
- Priča: Charles Sheffield, Georgia on My Mind
- Kratka priča: Connie Willis, Death on the Nile

1995.
- Roman: Lois McMaster Bujold, Mirror Dance (Ples zrcala)
- Novela: Mike Resnick, Seven Views of Olduvai Gorge
- Priča: David Gerrold, The Martian Child
- Kratka priča: Joe Haldeman, None So Blind

1996.
- Roman: Neal Stephenson, The Diamond Age
- Novela: Allen Steele, The Death of Captain Future
- Priča: James Patrick Kelly, Think Like a Dinosaur
- Kratka priča: Maureen F. McHugh, The Lincoln Train

1997.
- Roman: Kim Stanley Robinson, Blue Mars (Plavi Mars)
- Novela: George R. R. Martin, Blood of The Dragon
- Priča: Bruce Sterling, Bicycle Repairman
- Kratka priča: Connie Willis, The Soul Selects Her Own Society…

1998.
- Roman: Joe Haldeman, Forever Peace
- Novela: Allen Steele, …Where Angels Fear To Tread
- Priča: Bill Johnson, We Will Drink A Fish Together
- Kratka priča: Mike Resnick, The 43 Antarean Dynasties

1999.
- Roman: Connie Willis, To Say Nothing of the Dog
- Novela: Greg Egan, Oceanic
- Priča: Bruce Sterling, Taklamakan
- Kratka priča: Michael Swanwick, The Very Pulse of the Machine

### 2000-e
2000.
- Roman: Vernor Vinge, A Deepness in the Sky (Jazbina na nebu)
- Novela: Connie Willis, The Winds of Marble Arch
- Priča: James Patrick Kelly, 1016 to 1
- Kratka priča: Michael Swanwick, Scherzo with Tyrannosaur

2001.
- Roman: Joanne Kathleen Rowling, Harry Potter and the Goblet of Fire (Harry Potter i Plameni pehar)
- Novela: Jack Williamson, The Ultimate Earth
- Priča: Kristine Kathryn Rusch, Millennium Babies
- Kratka priča: David Langford, Different Kinds of Darkness

2002.
- Roman: Neil Gaiman, American Gods
- Novela: Vernor Vinge, Fast Times at Fairmont High
- Priča: Ted Chiang, Hell is the Absence of God
- Kratka priča: Michael Swanwick, The Dog Said Bow-Wow

2003.
- Roman: Robert J. Sawyer, Hominids
- Novela: Neil Gaiman, Coraline
- Priča: Michael Swanwick, Slow Life
- Kratka priča: Geoffrey A. Landis, Falling Onto Mars

2004.
- Roman: Lois McMaster Bujold, Paladin of Souls
- Novela: Vernor Vinge, The Cookie Monster
- Priča: Michael Swanwick, Legions in Time
- Kratka priča: Neil Gaiman, A Study in Emerald

2005.
- Roman: Susanna Clarke, Jonathan Strange & Mr Norrell
- Novela: Charles Stross, The Concrete Jungle
- Priča: Kelly Link, The Faery Handbag
- Kratka priča: Mike Resnick, Travels with My Cats

2006.
- Roman: Robert Charles Wilson, Spin
- Novela: Connie Willis, Inside Job
- Priča: Peter S. Beagle, Two Hearts
- Kratka priča: David D. Levine, Tk’tk’tk

2007.
- Roman: Vernor Vinge, Rainbows End
- Novela: Robert Reed, A Billion Eves
- Priča: Ian McDonald, The Djinn's Wife
- Kratka priča: Tim Pratt, Impossible Dreams

2008.
- Roman: Michael Chabon, The Yiddish Policemen's Union
- Novela: Connie Willis, All Seated on the Ground
- Priča: Ted Chiang, "The Merchant and the Alchemist's Gate"
- Kratka priča: Elizabeth Bear, Tideline

2009.
- Roman: Neil Gaiman, The Graveyard Book
- Novela: Nancy Kress, The Erdmann Nexus
- Priča: Elizabeth Bear, "Shoggoths in Bloom"
- Kratka priča: Ted Chiang, "Exhalation"

### 2010-e
2010.
- Roman:
  - China Miéville, The City & The City
  - Paolo Bacigalupi, The Windup Girl
- Novela: Charles Stross, Palimpsest
- Priča: Peter Watts, "The Island"
- Kratka priča: Will McIntosh, "Bridesicle"

2011.
- Roman: Connie Willis, Blackout/All Clear
- Novela: Ted Chiang, The Lifecycle of Software Objects
- Priča: Allen Steele, "The Emperor of Mars"
- Kratka priča: Mary Robinette Kowal, "For Want of a Nail"

2012.
- Roman: Jo Walton, Among Others
- Novela: Kij Johnson, The Man Who Bridged the Mist
- Priča: Charlie Jane Anders, "Six Months, Three Days"
- Kratka priča: Ken Liu, "The Paper Menagerie"

## »Retro Hugo«
Nagrada »Retro Hugo« (Retrospective Hugo Award) dodjeljiva se 50, 75 ili 100 godina nakon godine u kojoj nije dodjeljivana nagrada Hugo.
1946. (dodijeljena 1996.)
- Roman: Isaac Asimov, The Mule —  1952. ponovno objavljen pod naslovom Foundation and Empire (Zaklada i Carstvo)
- Novela: George Orwell, Animal Farm (Životinjska farma)
- Priča: Murray Leinster, First Contact (Prvi kontakt)
- Kratka priča: Hal Clement, Uncommon Sense

1951. (dodijeljena 2001.)
- Roman: Robert A. Heinlein, Farmer in the Sky
- Novela: Robert A. Heinlein, The Man Who Sold the Moon
- Priča: C.M. Kornbluth, The Little Black Bag
- Kratka priča: Damon Knight, To Serve Man

1954. (dodijeljena 2004.)
- Roman: Ray Bradbury, Fahrenheit 451 (Fahrenheit 451)
- Novela: James Blish, A Case of Conscience
- Priča: James Blish, Earthman, Come Home (Zemljanine, vrati se kući)
- Kratka priča: Arthur C. Clarke, The Nine Billion Names of God (Devet milijardi Božjih imena)

## Vanjske poveznice
- The Hugo Award  Arhivirana inačica izvorne stranice od 12. lipnja 2007. (Wayback Machine)
- www.worldcon.org